# Spiritus paraclitus

Wappen Papst Benedikts XV.

Spiritus paraclitus („Heiliger Geist“, „Tröstergeist“) ist eine Enzyklika des Papstes Benedikt XV., die am 15. September 1920 veröffentlicht wurde. Diese Enzyklika ist die zweite in einer Reihe dreier Enzykliken über biblische Themen. Sie ist auch unter der Bezeichnung Hieronymusenzyklika bekannt. Diese Enzyklika ist die textlich umfangreichste des „Friedenspapstes“.

## Das frühere Rundschreiben
Papst Leo XIII. fasste in seiner Enzyklika Providentissimus Deus vom 18. November 1893 die wesentlichen Punkte der kirchlichen Lehre über die Heilige Schrift zusammen. Das Mitwirken des Menschen war bei ihr noch nicht erschöpfend benannt. Dennoch berief sich die frühe katholisch-exegetische Bibelforschung darauf, durch diese Enzyklika ermutigt worden zu sein.

Sankt Hieronymus beim Studium der Heiligen Schrift (Gemälde 19. Jh.)

## Das neue Rundschreiben
Die Enzyklika Spiritus Paraclitus wendet sich nochmals gegen Fehlversuche, die ungelösten Fragen um die Heilige Schrift zu lösen. In der Fortsetzung von Providentissimus Deus erhebt Benedikt XV. gegen eine Missdeutung der Enzyklika Leos Einspruch, nämlich dort, wo es um die geschichtliche Wahrheit der Bibel geht. Die Enzyklika unterstreicht aber auch die menschliche Autorenschaft, wobei die Eigenständigkeit und Menschlichkeit betont wird. Ihren Beinamen „Hieronymusenzyklika“ erhielt sie, weil sie zum 1500. Todestag des lateinischen Kirchenvaters Hieronymus im Jahre 419 oder 420 veröffentlicht wurde.

## Die Folgeenzyklika
Das dritte Rundschreiben, die Enzyklika Divino afflante Spiritu, folgte am 30. September 1943 durch Papst Pius XII. Diese Enzyklika hat die katholische Theologie gegenüber den Bibelwissenschaften geöffnet. Insbesondere sah sich die von Pater Lagrange gegründete École biblique in Jerusalem nunmehr als gerechtfertigt an. Deren Forschungsergebnisse, insbesondere zur Genesis, wurden päpstlicherseits eigens gebilligt.
Jedoch bleibt es für die katholische Theologie auch gemäß dem Konzilsdokument Dei verbum von 1965 dabei, dass die Exegese sich in den Zusammenhang der kirchlichen und amtlichen Lehrverkündigung einzufügen hat.